# 滨海省 (赤道几内亚)
濱海省（西班牙語：Litoral）是非洲國家赤道幾內亞的一個省，位於木尼河地区西部，臨幾內亞灣。北鄰喀麥隆，南鄰加彭。面積6,665平方公里，2015年人口367,348人。首府巴塔。